# Поштова площа
Пошто́ва пло́ща — площа у Подільському районі міста Києва, місцевість Поділ. Розташована між Володимирським узвозом, Боричевим узвозом, вулицею Петра Сагайдачного, Набережно-Хрещатицькою і Набережним шосе.

## Історія
Одна з найдавніших площ Києва. Археологічні дослідження виявили, що торговельні поселення були тут ще в IV столітті. За часів Київської Русі, ймовірно, на ній розміщувалося одне з восьми київських торговищ, що згадуються в літописах. Під сучасною назвою відома з першої половини XVIII століття (хоча поштову станцію на Поштовій площі збудовано 1846 року). У XIX столітті існувала також паралельна назва — площа Різдва, від розташованої на ній церкви Різдва Христового (збудована у 1810—1814, знищена у 1930-ті роки XX століття). 1900 року поблизу спорудили Каплицю Товариства рятування на воді.
У середині 1970-х років, у зв'язку з будівництвом станції метро, площу докорінно переплановано, розширено (зокрема, вона поглинула нижню частину Боричевого узвозу) і зміщено на північ. У 1977—1979 роках тут за проєктом архітектора О. В. Ільяшенка був зведений пішохідний міст, який проходив над площею (знесений протягом реконструкції 2012—2013 років).

### Археологічні знахідки

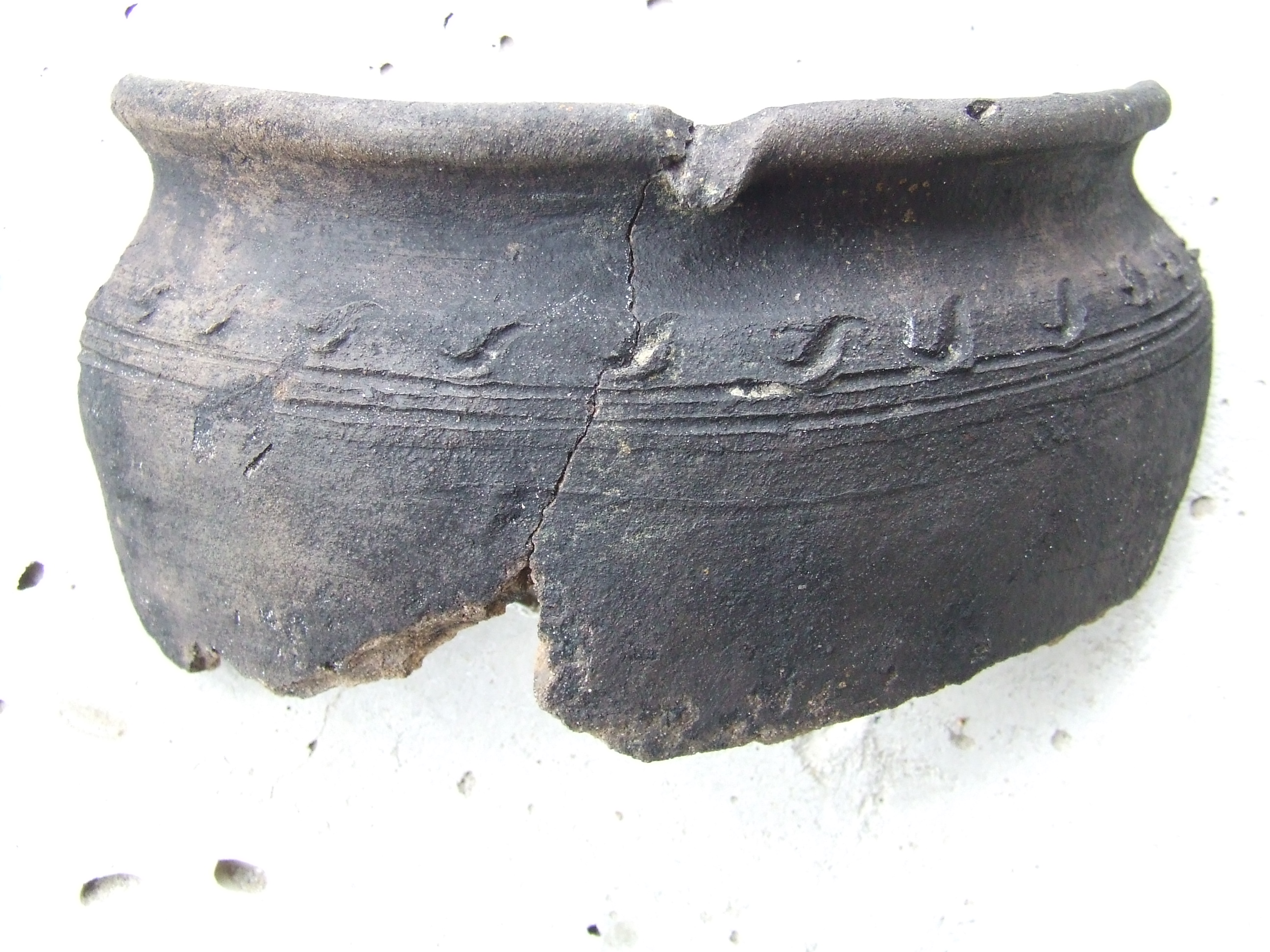
Фрагмент давноруської посудини XIV століття, знайдений під час археологічних розкопок на Поштовій площі.

Наприкінці лютого 2015 року під час розкопок на Поштовій площі археологи знайшли цілу вулицю часів Київської Русі, а саме фрагменти будівель, старі частоколи та зруби. Також були віднайдені артефакти. які належать приблизно до XI—XIII століття. Наразі вирішується питання музеєфікації пам'яток давнини.
У травні в Києві був створений спеціальний інформаційний штаб щодо археологічних робіт на площі. Станом на 3 червня 2015 року археологічні роботи, призупинені у зв'язку з небезпекою для археологів та артефактів, планувалося відновити в середині червня 2015 року.
У вересні 2015 року повідомлено про виявлення під час розкопок ще одного осередку археологічних знахідок, що датуються серединою XVII століття. Нова знахідка, за припущеннями істориків, може бути дерев'яною фортифікаційною спорудою. Станом на вересень 2015 року археологи досліджували два шари — ХІ та XVII століття.
У березні 2017 року розкопки зупинилися через відсутність фінансування. За час археологічних робіт вдалося заглибитися на 5 м; були виявлені «княжі печатки, зброя, прикраси, насіння, рештки тварин та навіть людей».

### Встановлення статусу культурної спадщини
У травні 2015 року планували до 9 червня надати проєкт Програми з консервації та музеєфікації ділянки прибережного міського кварталу Середньовічного Києва XI—XII століття, але через «відсутність архітекторів проєкту будівництва та неможливість конкретизувати сам проєкт» розробка проєкту була продовжена в часі.
У квітні 2017 року археологами була зареєстрована електронна петиція на підтримку «музеєфікації та подальшого дослідження старовинної вулиці часів Київської Русі», яка в липні того ж року набрала кількість голосів, необхідну для подальшого її розгляду.
У листопаді 2017 року депутат Київської міської ради Сергій Гусовський зареєстрував проєкт рішення, яким пропонувалося ініціювати припинення договору з інвестором будівництва підземного ТРЦ на Поштовій площі ТОВ «Хенсфорд-Україна», прийняття об'єкта незавершеного будівництва до комунальної власності Києва і створення там музею археології та історії Києва. На кінець березня 2018 року документ отримав підтримку всіх необхідних комісій Київської міської ради та включений до проєкту порядку денного пленарного засідання сесії.
21 червня 2018 року Київська міська рада підтримала альтернативний компромісний проєкт рішення, що передбачав збереження та музеєфікацію артефактів, знайдених під час розкопок на Поштовій площі та створення на цьому місці музейного закладу. Того ж дня на Поштовій площі почалася акція протесту та збір підписів під листом до уряду про надання археологічним знахідкам статусу пам'ятки національного значення.
Активісти створили імпровізований музей і проводять екскурсії. Відвідувачам видають будівельні каски та проводять короткий інструктаж.
25 червня 2018 року депутат Київської міської ради Сергій Гусовський зареєстрував окремий проєкт рішення, який передбачав декілька варіантів розірвання договору із забудовником на Поштовій.
5 липня 2018 року Верховна Рада України прийняла постанову «Про збереження історико-культурної спадщини на Поштовій площі у Києві», якою парламент рекомендував Кабінету Міністрів України внести об'єкт культурної спадщини «Ділянка прибережного міського кварталу Середньовічного Києва» на Поштовій площі до Державного реєстру нерухомих пам'яток України як пам'ятку національного значення. Верховна Рада також рекомендувала Київській міській державній адміністрації проінформувати громадськість про об'єктивний стан музеєфікації об'єкта та забезпечити широке обговорення подальших кроків. У порівнянні з проєктом постанови за реєстраційним № 8541 постанова була ухвалена з важливими правками, які стосуються заборони будь-яких будівельних робіт на Поштовій площі, якщо такі роботи не пов'язані з безпекою об'єкта, та рекомендації Кабміну та КМДА вжити заходів щодо створення там Національного музею «Центр середньовічного міста».
22 травня 2019 року уряд надав «Ділянці прибережного міського кварталу Середньовічного Києва» статусу пам'ятки національного значення. Об'єкту присвоїли охоронний номер 260094.

## Транспортне сполучення

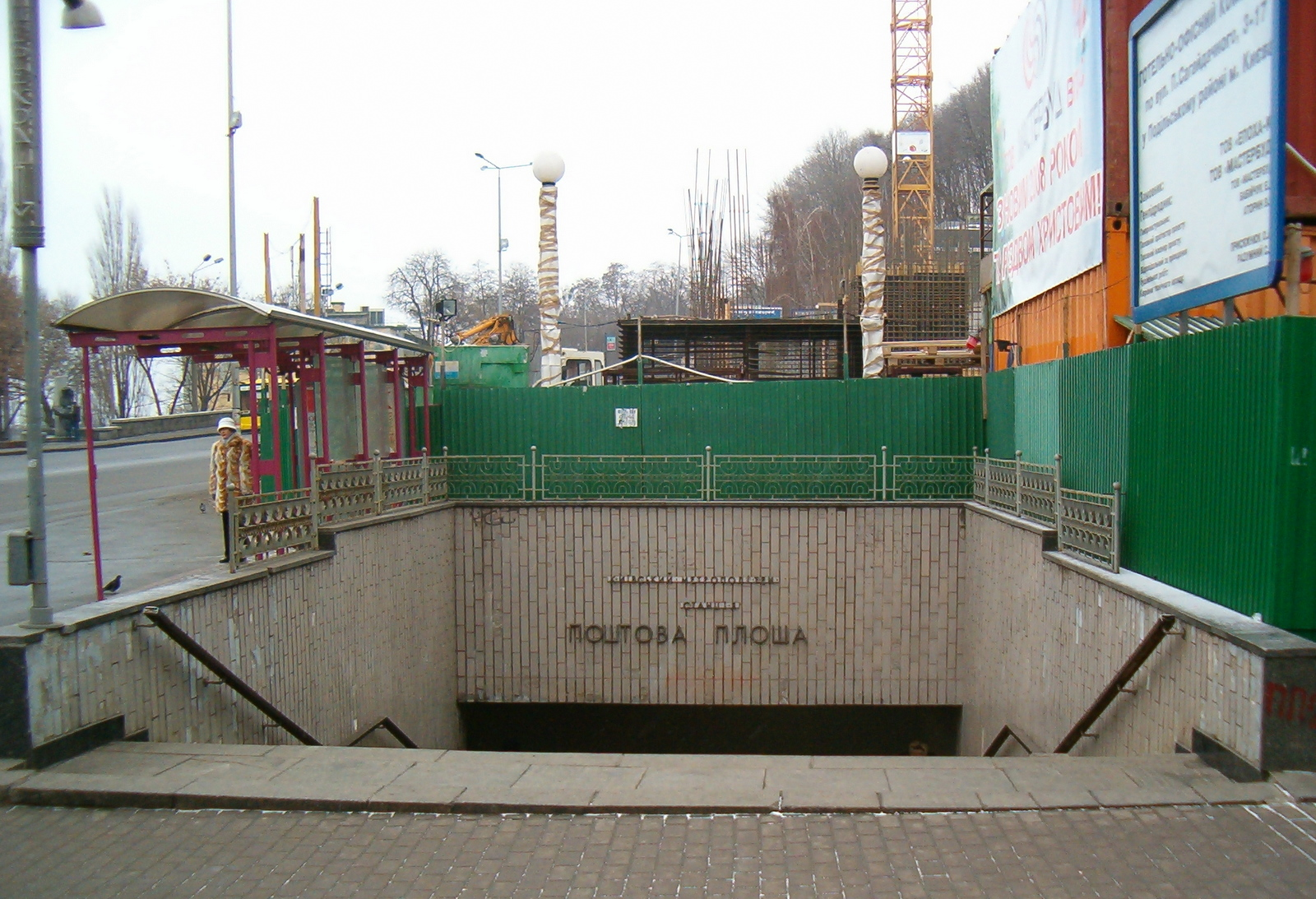
Вхід до станції метро з Поштової площі

- Біля площі розташований фунікулер, який з'єднує низинний Поділ з Верхнім містом.
- З 1976 року на площі діє однойменна станція метрополітену.
- Через площу прямує автобусний маршрут № 62, який курсує від Контрактової площі до Національного ботанічного саду, що розташований на Печерську.
- Раніше через площу прямувало маршрутне таксі № 238 зі схожим автобусним маршрутом № 62, починаючи свій рух від Контрактової площі, але трохи відрізнялася кінцева зупинка — маршрутка звертала в іншій бік до станції метро «Видубичі».
- Час від часу з Поштової площі курсує річковий трамвай: від причалу № 7 до Оболоні, а від причалу № 10 до станції метро «Дніпро» та далі на Березняки. Йдуть обговорення щодо збільшення маршрутів річкового трамвая.
- У 1892 році на площі почав курсувати перший у Російській імперії трамвай, який працював тут у незмінному стані до 1977 року, коли у зв'язку з будівництвом Оболонсько-Теремківської лінії Київського метрополітену його перенаправили на вулицю Братську, тоді як раніше він курсував вулицею Сагайдачного. У такому стані трамвайний маршрут існував до лютого 2011 року.

## Будівлі
На площі розташовані:

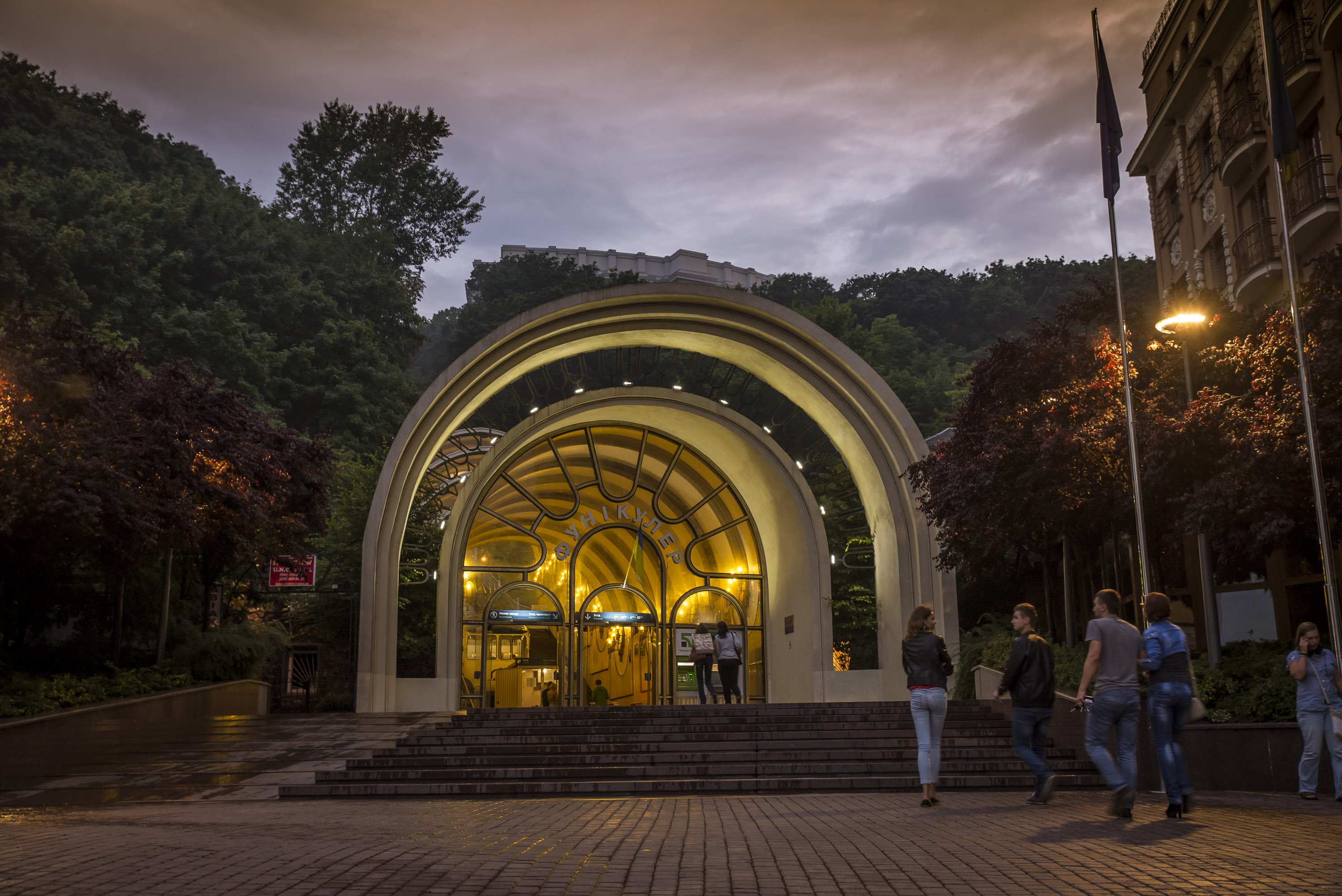
Нижня станція Київського фунікулера

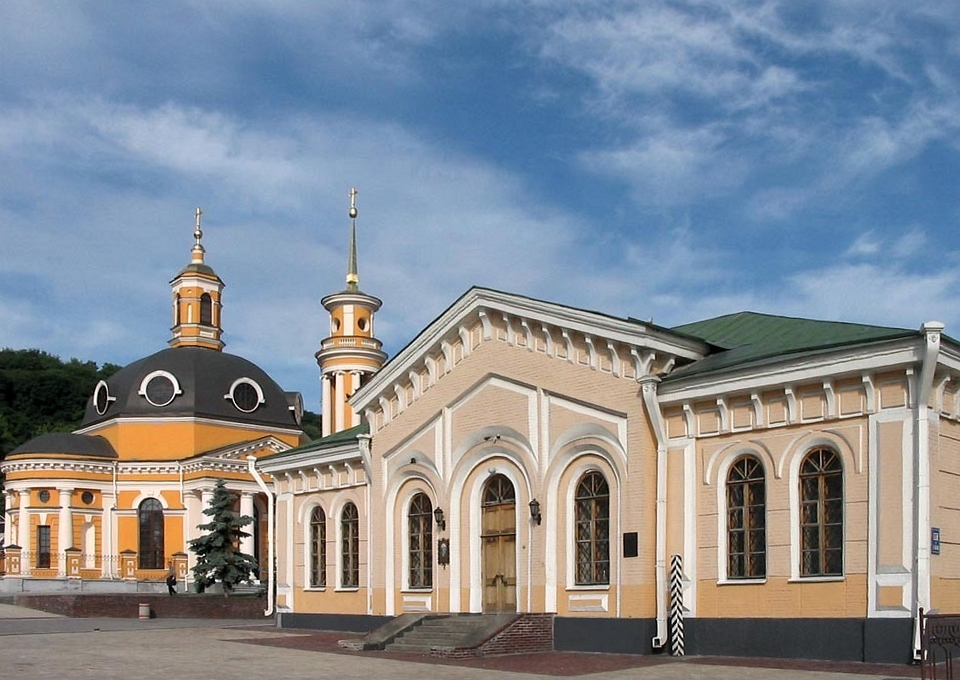
Краєвид Поштової площі

- Нижня станція Київського фунікулера
- Київський річковий вокзал
- Заклад швидкого харчування McDonald's
- Два готелі
- Церква Різдва Христового
- Поштовий будинок

## Пам'ятники
- Пам'ятник морякам Дніпровської військової флотилії. Споруджено на набережній Дніпра поблизу річкового вокзалу, відкрито 6 жовтня 1979 року. Автори: скульптори Макар Вронський і Олександр Скобліков, архітектор І. С. Ланько. Демонтовано у серпні-вересні 2012 року у зв'язку з будівництвом на площі транспортної розв'язки. Пам'ятник було перенесено до Парку моряків на Рибальському острові[18] і заново відкрито 8 травня 2013 року[19].
- Пам'ятник першому київському трамваю (встановлений 1992 року).
- Скульптури малюків, які символізують дитинство засновників Києва, встановлені у травні 2017 року. Автор пам'ятника — киянин Володимир Журавель. Взимку 2018 року фігурки одягли в кожушки, «щоб не мерзли».

## Видатні особи, пов'язані з Поштовою площею
- У травні 1861 року у Церкві Різдва Христового була встановлена труна з тілом Тараса Шевченка під час його перевезення з Санкт-Петербурга до Канева.
- Поблизу церкви стояв будинок українського композитора Артема Веделя.

## Зображення

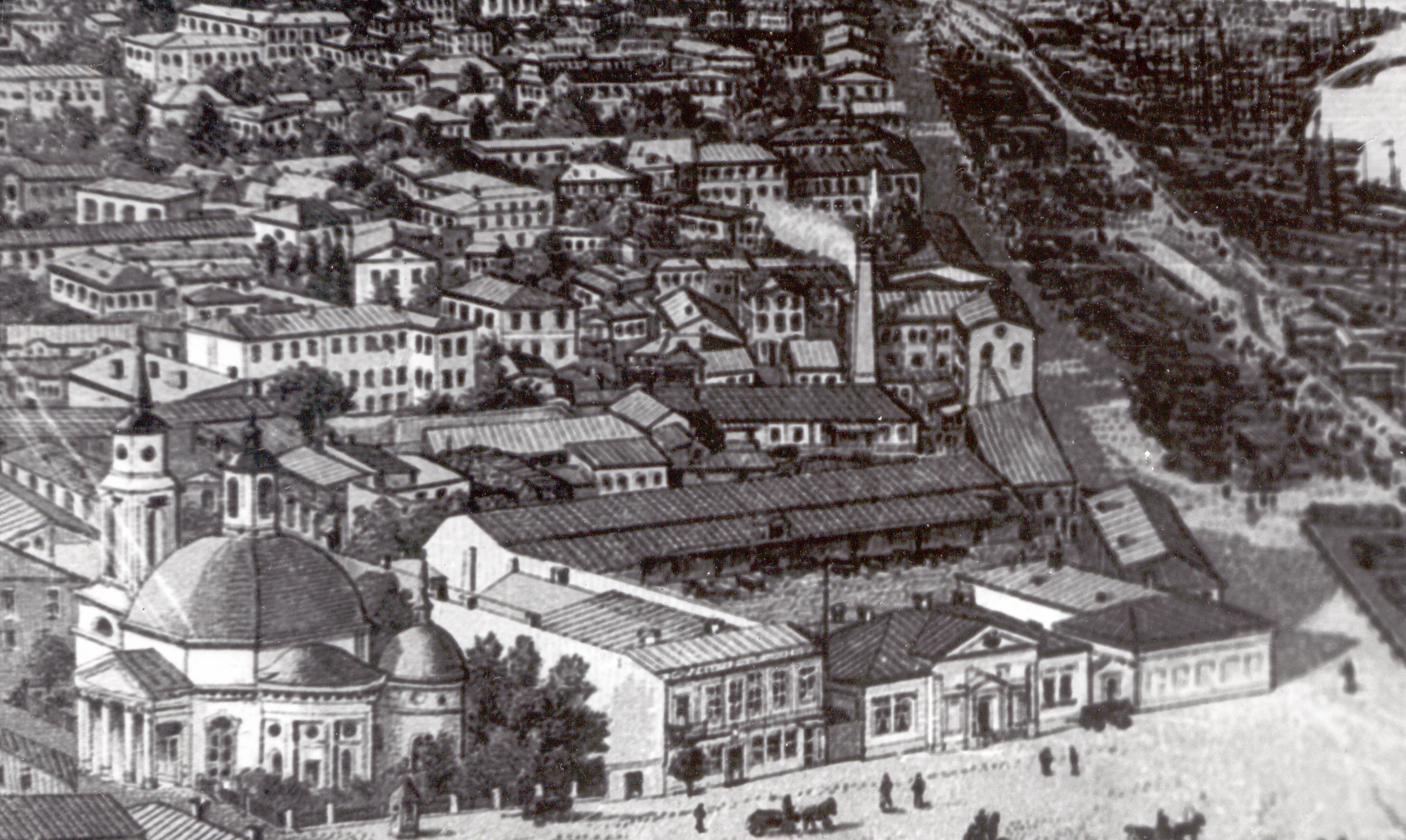
Загальний вигляд Подолу, первісне планування вулиць. Малюнок 1870-х років.
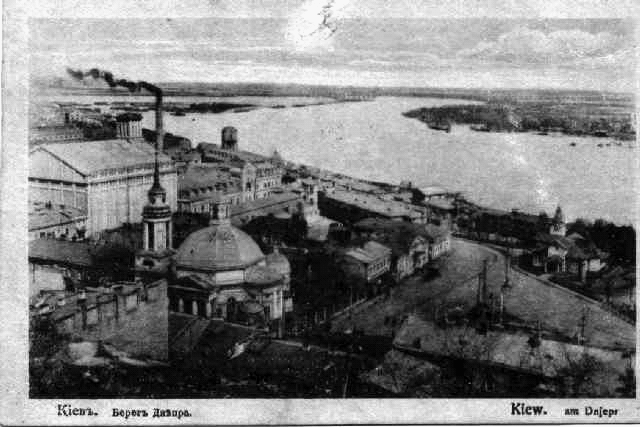
Загальний вигляд Подолу, первісне планування вулиць. Світлина в газеті початку XX століття.